# Односи Србије и Португалије
Односи Србије и Португалије су инострани односи Републике Србије и Републике Португалије.

## Билатерални односи
Дипломатски односи са Португалијом успостављени су 19. октобра 1917. године, када је у Лисабону установљено посланство Краљевине Србије. После прекида 1920. године, дипломатски односи су обновљени 11. априла 1974. године.
Португалија је признала једнострано проглашење независности Косова.
Португалија је гласала за пријем Косова у УНЕСКО приликом гласања 2015.

### Посете
- јануара 2017. предсеник Томислав Николић је посетио Португалију.
- 17. марта 2015. Министар иностраних послова Републике Португалије Руи Машете посетио је Републику Србију.
- 17. јуна 2013. Министар спољних послова Иван Мркић посетио је Португалију.
- 26. јануара 2013. На маргинама Самита СЕЛАК-ЕУ председник Републике Србије Томислав Николић се сусрео са премијером Педром Пасуш Коељом у Сантјаго де Чилеу (у делегацији је био и МСП Иван Мркић).
- 26-27. марта 2012. реализована је билатерална посета председника Бориса Тадића Португалији.
- 15-16. јануара 2012. министар иностраних послова Републике Португалије Пауло Порташ био је у посети Р. Србији.
- 3-5. октобра 2011. премијер Републике Србије Мирко Цветковић учинио је посету Републици Португалији.
- 8-9. августa 2011. министар спољних послова Вук Јеремић је посетио Португалију.
- 22-23. марта 2011. министар иностраних послова Португалије Луиш Амадо посетио је Србију.
- 12. марта 2010. министар спољних послова Вук Јеремић био је у посети Португалији.[1]

### Економски односи
- У 2020. години робна размена достигла је 89,15 милиона долара, од тога извоз Србије је износио 26,09 милиона евра, док је увоз био 63,06 милиона УСД.
- У 2019. години робна размена Републике Србије са Републиком Португалијом износила је 81 милион УСД, од чега је извоз Србије вредео 21 милиона, а увоз 60 милиона долара.
- Робна размена у 2018. године била је укупно 78 милиона долара, од тога извоз Србије је износио 17 милиона, док је увоз вредео 61 милион УСД.[3][4]

### Дипломатски представници

#### У Београду
- Жозе Руиј Баптишту Боржеш Велеш Карос, амбасадор, 2024. -[5]
- Виржинија Пина, амбасадор, 2019.
- Аугусто Жозе Пестано Сараива Пеишота, амбасадор, 2013. - 2019.
- Maria do Carmo Allegro de Magalhães, амбасадор, 2012.
- Caetano Luís Pequito de Almeida Sampaio, амбасадор, 2008. - 2012.
- Пауло да Силва, амбасадор, 2004. - 2008.
- Антонио Диаз, амбасадор, 2001. - 2004.
- Антонио Кореја, амбасадор, 1999. - 2001.
- Рожерио Лопес, отправник послова
- Жоао Матос, амбасадор, 1988. - 1993.
- Франсицко Антонио до Вале, амбасадор, 1984. - 1988.
- Алваро Гера, амбасадор, 1977. - 1984.
- А. Баудвин-Редевиг, први дипломата и конзул Португалије у Србији, 1910.

#### У Лисабону
Стална мисија Републике Србије у Лисабону (Португалија) радно покрива Зеленортска Острва.
- Оливер Антић, амбасадор, 2015 - 2022.
- Мирко Стефановић, амбасадор, 2011. - 2015.
- Душко Лопандић, амбасадор, 2007 - 2011.
- /  Душан Ковачевић, амбасадор, 2005. - 2007
- /  Љиљана Радуловић, амбасадор, 2001. - 2005.
- Данило Вучетић, амбасадор, 1997. -
- Стефан Корошец, амбасадор, 1990. - 1991.
- Душан Вучић, амбасадор, 1986. - 1990.
- Блажо Мандић, амбасадор, 1982. - 1986.
- Александар Манетовић, амбасадор, 1978. - 1982.
- Милан Стојаковић, амбасадор, 1975. - 1978.
- Драгољуб А. Јовановић, отправник послова, 1945. - 1947.
- Вукадин Милетић, отпр. послова, фебруар 1945. - мај 1945.
- Милутин Миловановић, отпр. послова
- Владислав Марковић, посланик
- Милутин Миловановић, отпр. послова, 1944.
- Радоје Кнежевић, отпр. послова, 21. јул 1943. - децембар 1943.
- Милутин Миловановић, отпр. послова, 1942. - 1943.
- Славко Којић, отправник послова, фебруар 1941. - јесен 1942. (Иво де Ђули постављен за посланика 3. маја 1941. али није обављао дужност иако се на функцији званично налазио све до 21. јула 1943.)

Интересе Краљевине СХС касније Југославије у Португалији између 1920. и 1941. заступало је Краљевско посланство у Мадриду, када је оно привремено укинуто између 16. фебруара 1933. и 26. јула 1934. заступљеност југословенских интереса у Португалији прешло је у надлежност посланства у Паризу.
- /  Драгомир Стевановић, посланик, 1. јул 1918. - 1920.
- Војислав Антонијевић, посланик, 29. јун 1918. - 1. јул 1918.
- Војислав Антонијевић, отпр. послова, јесен 1917. - 1918.